# Josef Gewiess
Josef Gewiess (* 25. März 1904 in Nittritz, Schlesien heute Niedoradz; † 4. Dezember 1962 in Münster) war ein deutscher römisch-katholischer Theologe.

## Leben
Von 1916 bis 1925 besuchte er das Gymnasium Glogau. Von 1925 bis 1929 studierte er Theologie in Breslau. Nach der Priesterweihe 1931 wurde er 1931 Kaplan der Heilig-Kreuz-Kirche in Görlitz. Nach der Promotion zum  Dr. theol. in Breslau am 24. Juli 1932 und Habilitation ebenda am 18. Juli 1938 wurde er dort am 10. August 1939 Dozent für neutestamentliche Exegese und Theologie. 1950 wurde er ordentlicher Professor in Münster.

## Schriften (Auswahl)
- Christus und das Heil nach dem Kolosserbrief. Melle 1932, OCLC 244951319.
- Die urapostolische Heilsverkündigung nach der Apostelgeschichte. Breslau 1939, OCLC 1068024106.